# 臺灣桃園國際機場第一航廈
臺灣桃園國際機場第一航廈，是臺灣桃園國際機場的首座航廈，位於中華民國桃園市大園區。作為桃園國際機場的第一座航廈，第一航廈於1974年9月19日動工，1979年2月26日隨原名為「中正國際機場」的桃園國際機場正式啟用。第一航廈在2013年6月擴建完成後，年服務容量可達1,500萬人次，樓地板面積也一舉擴大至169,500平方公尺。

## 歷史

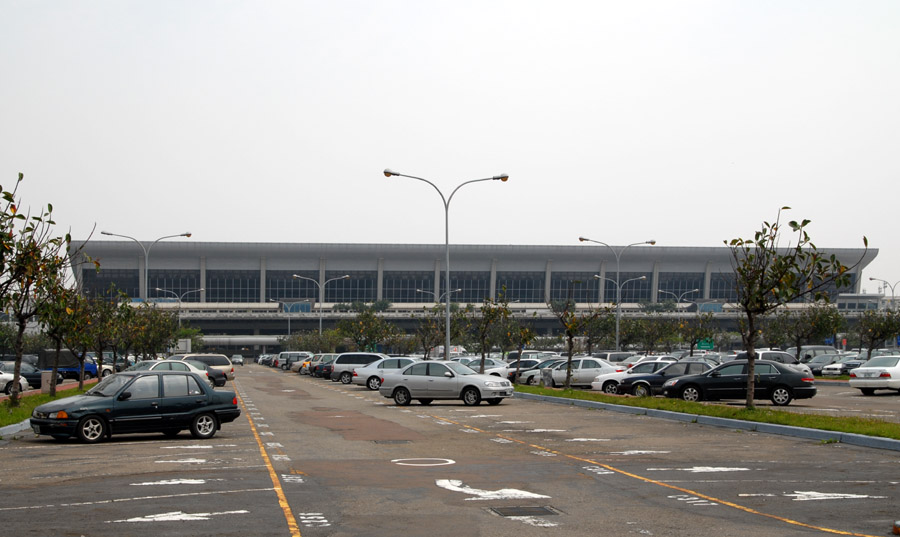
改建前的第一航廈，攝於2006年3月。

在國際航線持續開航的壓力下，儘管臺北松山機場持續改建因應，卻受限於腹地被基隆河與台北市區所包夾，仍然敵不過年年成長的龐大人流而不敷使用，於是中華民國交通部另覓土地建造新大型機場的構想油然而生。1967年交通部民用航空局在以台北都會區近郊為考量的狀況下選擇新國際機場場址，並於1969年正式選定空軍桃園基地西側埤塘區域空地以興建新大型國際機場，成為十大建設的一部份－桃園國際機場。
在建築師章翔的操刀下，由中華工程所負責的桃園國際機場興建工程於1974年9月正式動工，投入8,000名人力、耗資新台幣103億元於1978年底正式完工、在中華航空編號B-1818的波音727客機首航象徵下，第一航廈隨桃園國際機場於1979年2月26日正式啟用，也讓桃園國際機場成為東南亞最具規模的國際機場。
最初的第一航廈樓地板面積已有15萬6,500平方公尺，年服務容量達到500萬人次；然而，在台灣經濟高速發展下，桃園國際機場很快面臨了過度飽和的困境。為了解決空間嚴重不足及構造、設施老舊不堪的問題，並做為桃園航空城的先期工程，同時重塑桃園國際機場作為國家門戶的形象，由建築師團紀彥所設計的第一航廈改建工程，融合了新舊，於2010年起投入新台幣29.71億資金正式啟動，以大區域性的邊施工、邊營運「半半施工」方式耗時3年，於2013年6月完工、7月27日啟用，成功使第一航廈提升服務能量。:13
改建後的第一航廈，除了在1樓與3樓增加1萬3,000平方公尺的空間，使年服務的旅客容量增至原先設計3倍的1,500萬人次外；「東西兩側帷幕牆工程」部分，同時改善了原先設計縱深上的不足；車道立體化也讓交通動線更進一步改善；結構上，配合耐震補強更延長超過50年以上的壽命。

## 建築設計
最初由建築師章翔所設計的第一航廈，結構設計上相當特殊，效仿美國杜勒斯國際機場，屋面部分以曲面造型設計，並與結構專家林同棪合作採用興建時最先進的預力混凝土技術興建，能夠有效的契合機場主題展現建築的流動感；而最初第一航廈屋頂還設有一座以自然花氈為主題的空中花園，提升旅客的第一印象。
而在建築師團紀彥的操刀下，於2010年所開展的第一航廈擴建工程也賦予了第一航廈全新風貌。擴建後的第一航廈，以「鴻鵠展翼」為意象，利用、延伸了原先翹起的屋頂，搭配曲線式的大跨距鋼骨屋架及「魚鱗片」設計，引入自然光線卻能全日遮擋陽光直射─稱為「集光調整器」。擴充工程讓第一航廈成為結合現代與古典，展現了「詩意」與「禪意」，重新塑造桃園國際機場的意象。

## 設施配置
第一航廈設有購物設施、主題餐廳、北登機門（A1－A9）9處及南登機門（B1－B9）9處、商務中心、哺（集）乳室、廁所、大廳等設施，並透過桃園國際機場旅客自動電車輸送系統與第二航廈連接；除此之外，也設有往桃園捷運機場第一航廈站的連通道及通過A/B登機廊廳連通至機場第二航廈C/D登機廊廳。

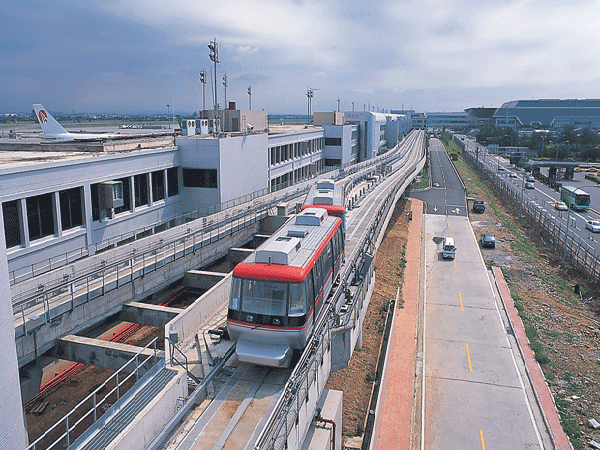
桃園國際機場旅客自動電車輸送系統
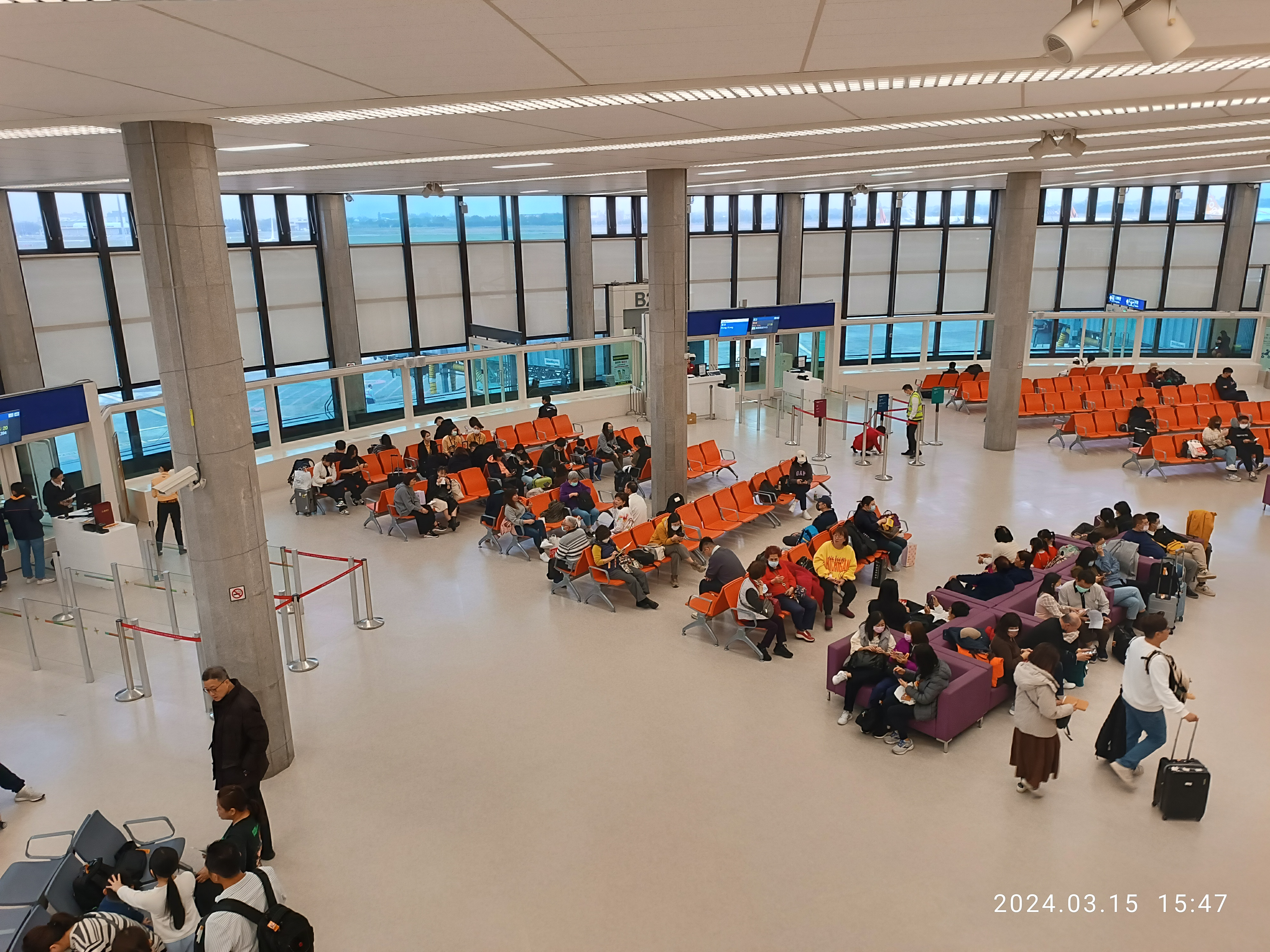
南登機門
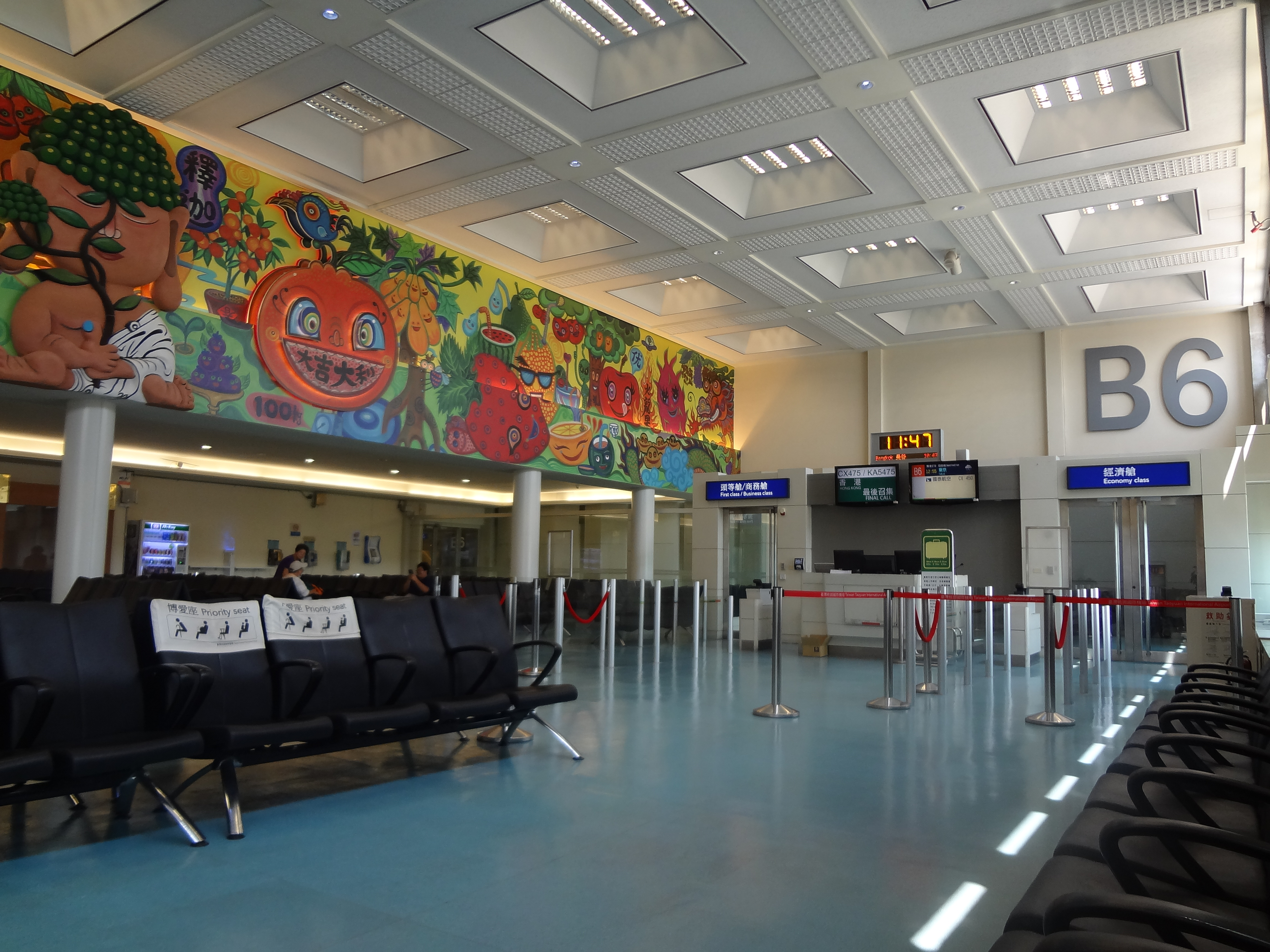
B6號登機門
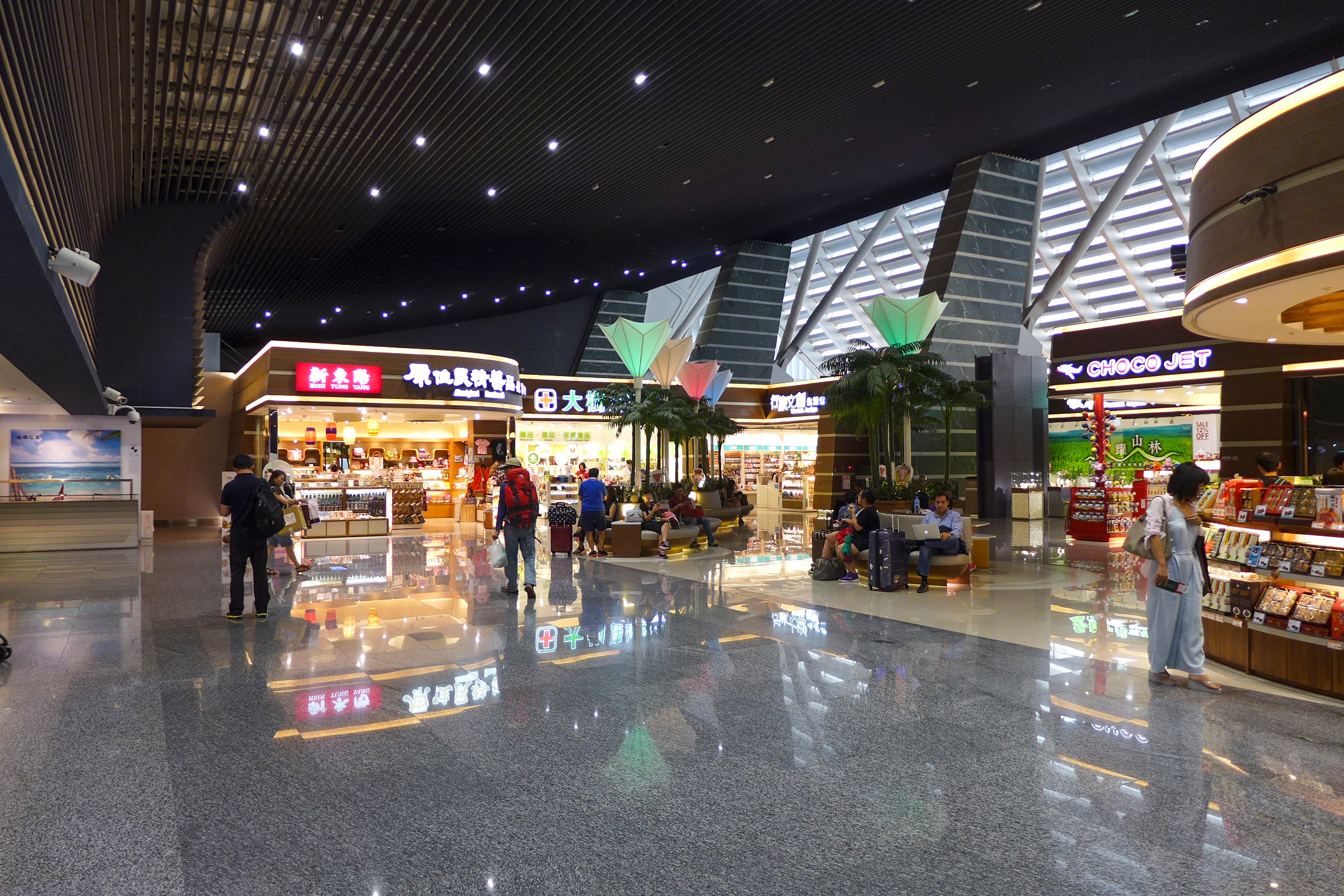
商店
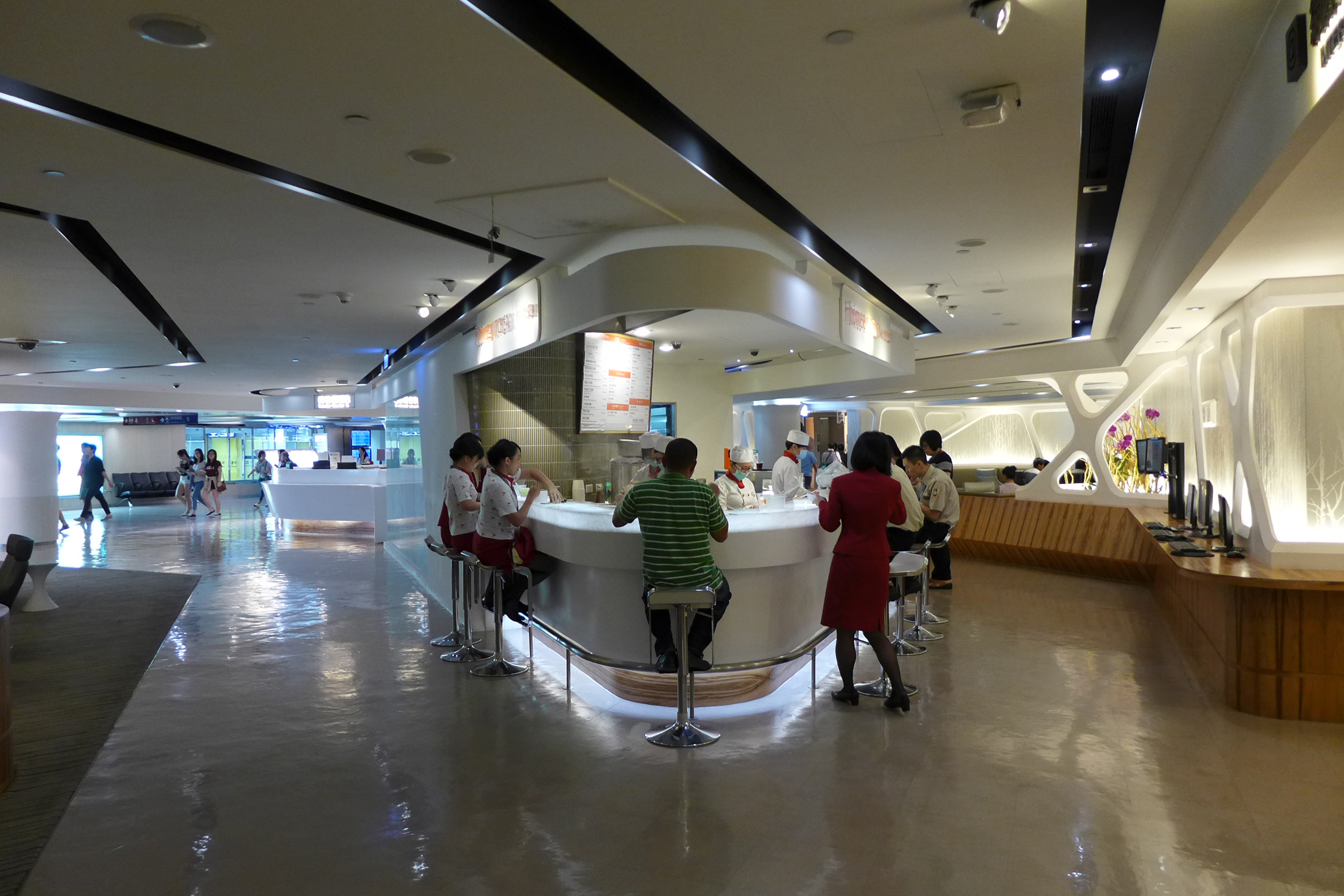
餐廳
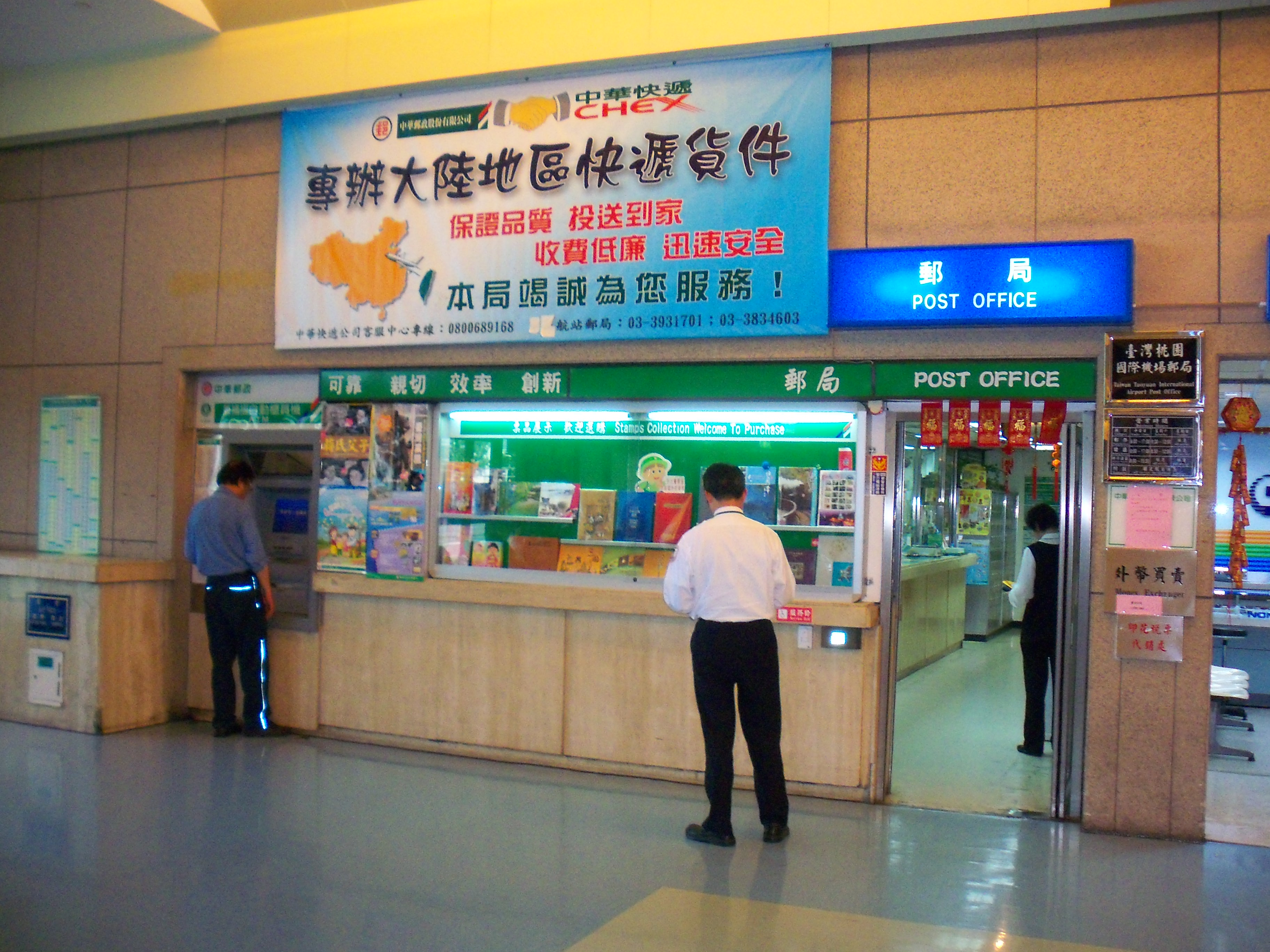
中華郵政臺灣桃園國際機場郵局
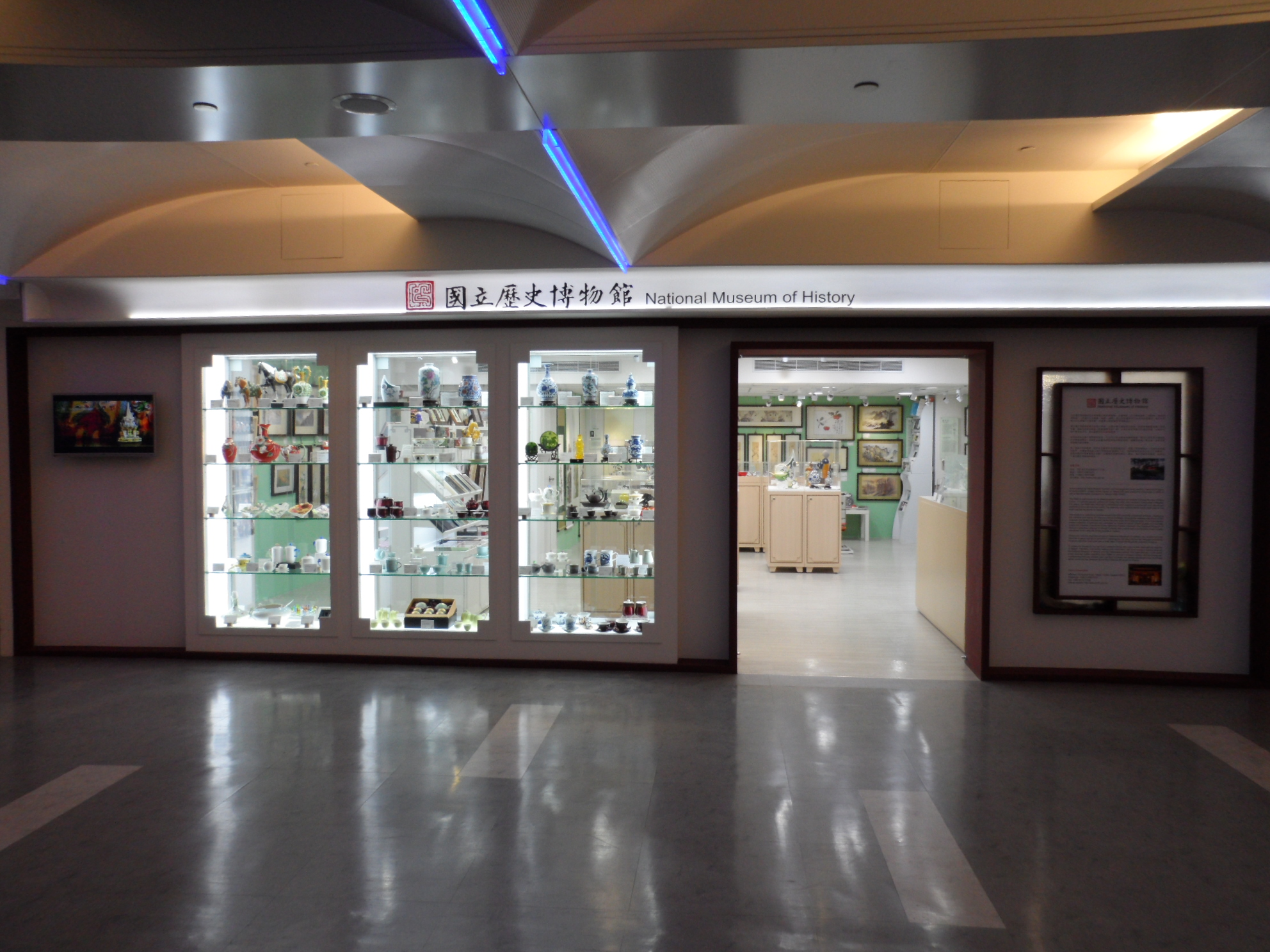
國立歷史博物館文創商店
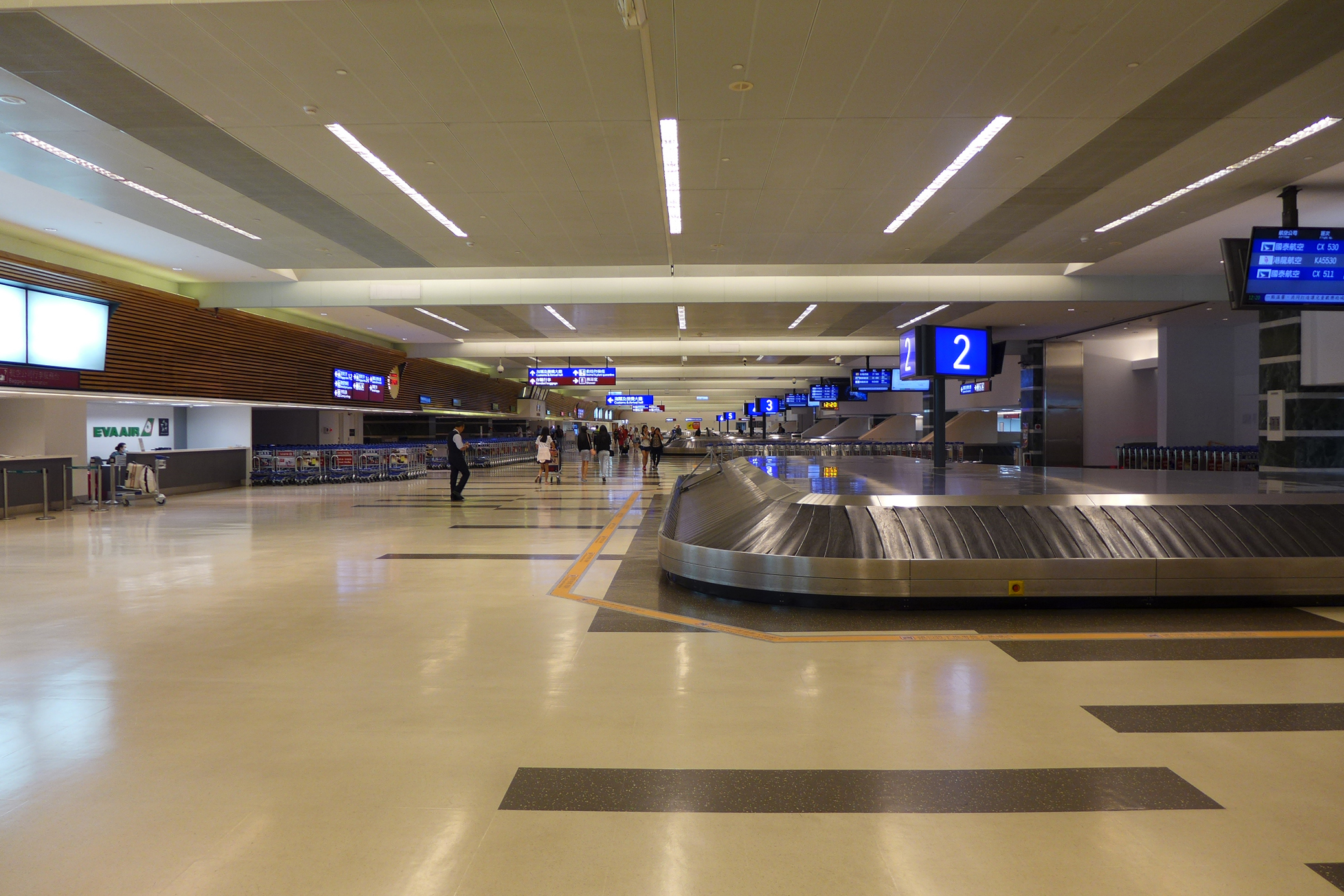
行李轉盤
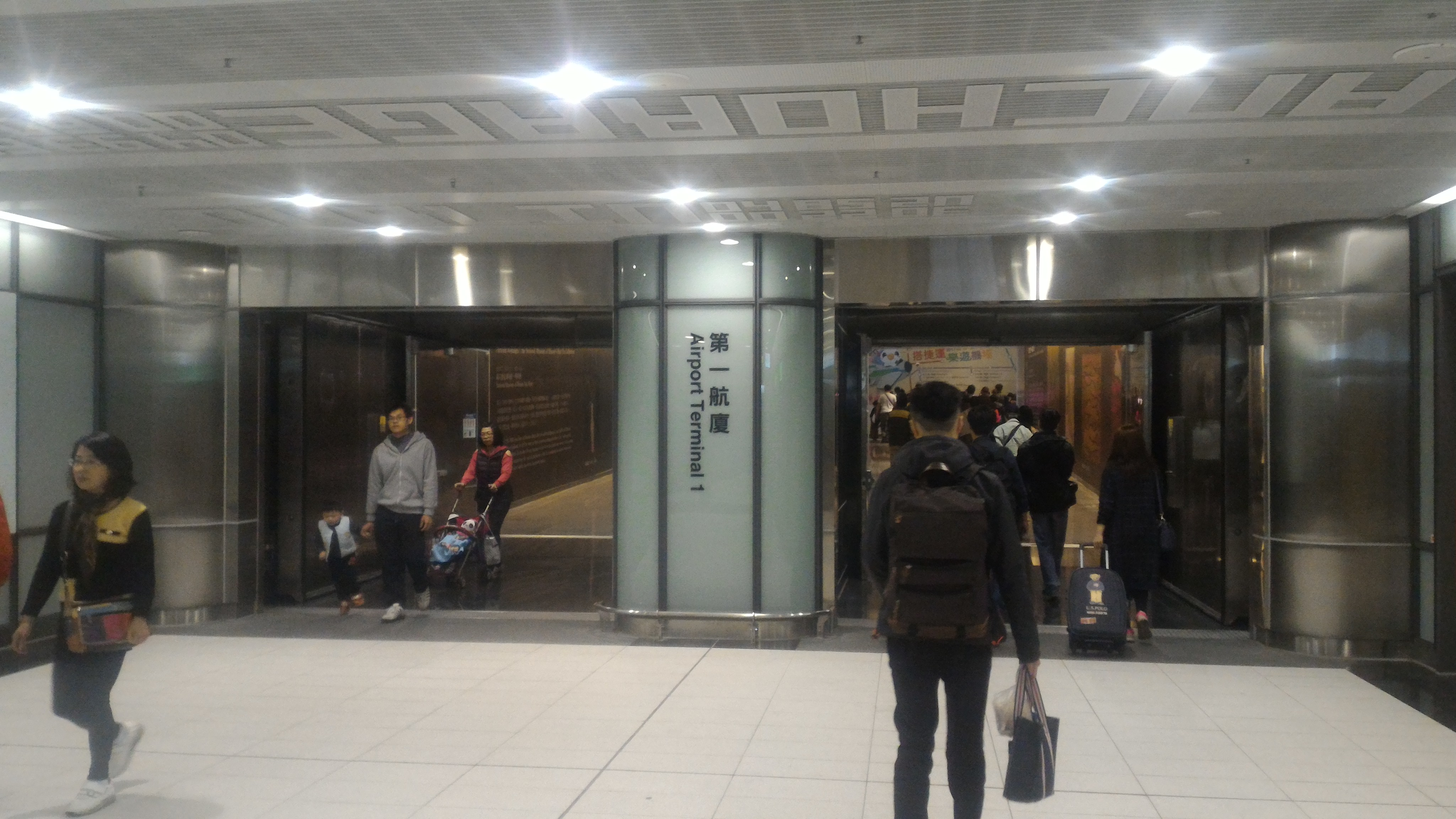
第一航廈站與航廈間的連通道

## 現今航點
| 航空公司         | 目的地 |
| ---------------- | --- |
| 中華航空         | 兩岸（港澳）：香港 東南亞：胡志明市、河內、峴港、金邊、曼谷-蘇凡納布、清邁、吉隆坡、檳城、新加坡、雅加達、峇里島、馬尼拉、宿霧、仰光 韓國：首爾-仁川、釜山 歐洲：阿姆斯特丹-史基浦、羅馬-菲烏米奇諾、維也納、法蘭克福、倫敦-希斯洛、布拉格 大洋洲：帛琉 |
| 台灣虎航         | 兩岸（港澳）：澳門 日韓：東京-成田、大阪-關西、札幌-新千歲、福岡、仙台、小松、函館、沖繩、名古屋-中部、岡山、旭川、花卷、茨城、佐賀、新潟、秋田、高知、福島、首爾-仁川、釜山、大邱、濟州 東南亞：峴港、曼谷-廊曼、普吉島                                |
| 星宇航空         | 兩岸（港澳）：香港、澳門 日本：東京-成田、大阪-關西、札幌-新千歲、福岡、仙台、沖繩、名古屋-中部、熊本、函館 東南亞：胡志明市、河內、峴港、吉隆坡、檳城、馬尼拉、宿霧、克拉克、雅加達                                                                    |
| 國泰航空         | 香港、東京-成田、大阪-關西、名古屋-中部 |
| 香港快運航空     | 香港 |
| 大灣區航空       | 香港 |
| 澳門航空         | 澳門 |
| 吉祥航空         | 上海-浦東 |
| 春秋航空         | 上海-浦東 |
| 樂桃航空         | 東京-成田、東京-羽田、大阪-關西、名古屋-中部、沖繩 |
| 捷星日本航空     | 東京-成田 |
| 大韓航空         | 首爾-仁川、釜山 |
| 濟州航空         | 首爾-仁川、釜山、務安 |
| 易斯達航空       | 首爾-仁川、清州 |
| 德威航空         | 大邱、濟州 |
| 真航空           | 首爾-仁川、釜山、大邱 |
| 可依航空         | 清州 |
| 菲律賓航空       | 馬尼拉 |
| 菲律賓亞洲航空   | 馬尼拉、宿霧 |
| 宿務太平洋航空   | 馬尼拉、宿霧、克拉克 |
| 菲律賓皇家航空   | 馬尼拉、長灘島 |
| 越南航空         | 胡志明市、河內 |
| 越捷航空         | 胡志明市、河內、峴港、芹苴、富國島、芽莊、順化 |
| 越竹航空         | 芽莊 |
| 泰國國際航空     | 曼谷-蘇凡納布 |
| 泰國獅子航空     | 曼谷-廊曼、東京-成田 |
| 泰國亞洲航空     | 曼谷-廊曼、清邁 |
| 泰國越捷航空     | 曼谷-蘇凡納布、大阪-關西 |
| 酷航             | 新加坡、東京-成田、札幌-新千歲、首爾-仁川 |
| 馬來西亞航空     | 吉隆坡、亞庇 |
| 全亞洲航空       | 吉隆坡 |
| 亞洲航空         | 亞庇 |
| 馬來西亞峇迪航空 | 吉隆坡、大阪-關西、名古屋-中部、那霸 |
| 汶萊皇家航空     | 斯里巴卡旺市 |

## 相關事件
由於管線老舊等問題，第一航廈曾多次不敵雨勢，發生漏水狀況，常引發外界批評。